# 돌리 파튼 챌린지

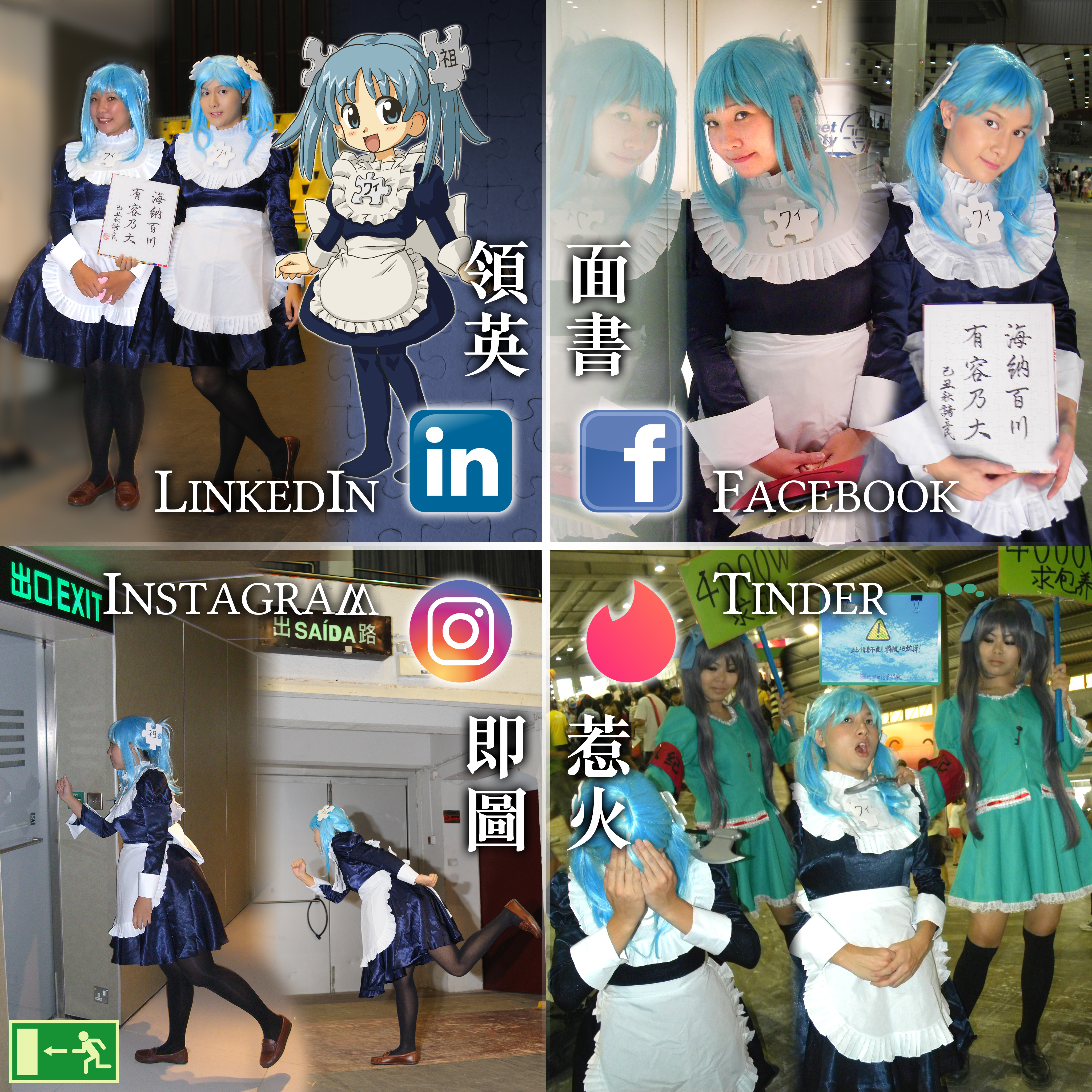
위키피디아 일식 애니메이션 마스코트 위키페탄 그리고 그린댐·꽃계호송 모에화 인물 그린댐탄 코스프레 ， 「돌리 파튼 챌린지」 포스터 체재

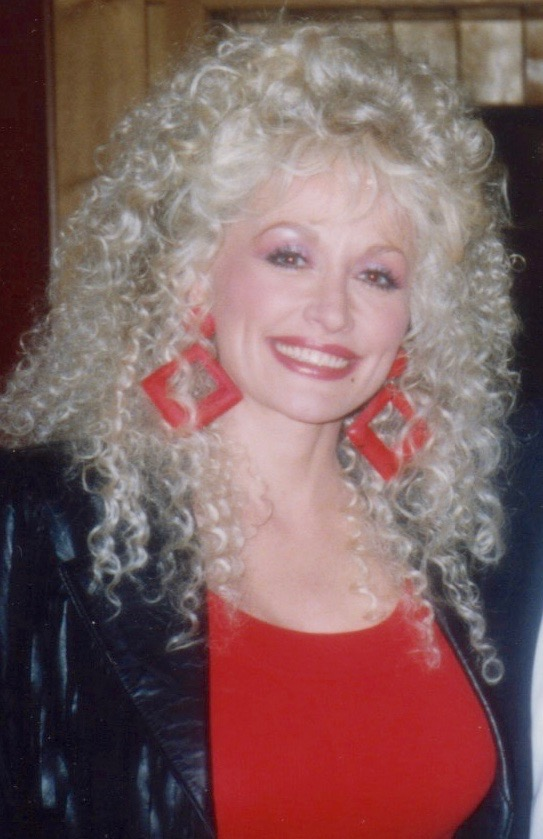
돌리 파튼 챌린지는 이름 그대로 돌리 파튼이 처음으로 시작하였다.

돌리 파튼 챌린지(Dolly Parton challenge)는 소셜 미디어의 이용자가 각각 링크드인, 페이스북, 인스타그램, 틴더에 올릴 법한 사진을 네 개로 분할하여 올리는 인터넷 챌린지이다. 2020년 1월 21일 미국의 가수인 돌리 파튼이 인스타그램에 게시물을 업로드하고, 4일만에 백만 뷰가 넘어가면서 시작되었다. 이후 할리 베리, 자넷 잭슨, 비올라 데이비스, 셀린 디옹, 제니퍼 가너, 엘런 드제너러스, 윌 스미스, 아널드 슈워제네거, 조나스 브라더스, 스털링 K. 브라운, 케리 워싱턴, 코난 오브라이언, 크리스틴 체노웨스, 앤디 코언과 같은 연예인들과 수많은 비연예인이 자신의 SNS 계정에 자신만의 돌리 파튼 챌린지 사진을 올리면서 챌린지가 시작되었다.